# فييرا دي سانتانا
فييرا دي سانتانا هي بلدية في البرازيل، تتبع باهيا، بلغ عدد سكانها 480٬949  نسمة، في 2000، تبلغ مساحتها 1٬337٫993 كيلومتر مربع، رمزها البريدي هو 44000-000.

## الموقع
تشترك في الحدود مع:
- Santa Bárbara, Bahia [الإنجليزية]‏
- Serra Preta [الإنجليزية]‏
- كوراساو دي ماريا
- سانتانوبوليس.

## أعلام
- رافاييل سيلفا دوس سانتوس
- تاليسكا
- جاندير ريبيرو سانتانا
- مانويل دا سيلفا فيلهو
- ديجا بايانو